# Deonyme nach Sachgebiet
Ein Deonym ist ein von einem Eigennamen (z. B. dem Namen einer Person oder eines Ortes) abgeleitetes Wort. Dieser Eigenname (Namensgeber) heißt dann Eponym.
Hier finden sich internationale Begrifflichkeiten, in deutscher Sprache notiert; zu spezifischen Ausdrücken des Deutschen siehe Deutsche Eponyme nach Alphabet.
Diese Liste erfasst sowohl echte Deonyme im Sinne der Sprachwissenschaften als auch diverse bekanntere Pseudo-Deonyme (reine Würdigungen, Bezeichnung nach Erfinder/Entdecker und Ähnliches).

## Technik: Geräte, Verfahren, Erfindungen
- bostitchen
- Bowiemesser
- Bergius-Verfahren
- Braunsche Röhre
- Browning
- Bunsenbrenner
- Colt
- Dieselmotor
- Daguerreotypie
- Engländer (Werkzeug)
- Erlenmeyerkolben
- Fischer-Tropsch-Synthese
- Flex
- Fromms
- galvanisieren
- googeln
- Guillotine
- Haber-Bosch-Verfahren
- Hall-Sensor
- Henry-Gewehr
- Hitlersäge
- Hilti
- Inbus
- Jeep
- Kärcher
- Kalaschnikow
- Kondom
- Litfaßsäule
- Nipkow-Scheibe
- Martinshorn
- Molotowcocktail
- Morsealphabet
- Opinel
- Ottomotor
- pasteurisieren
- Petrischale
- Plunkett-Verfahren
- Robidog
- Rommelspargel
- Röntgenstrahlen
- Saxophon
- Simmerring
- Stalinorgel
- Stanley-Messer
- Tempo
- Uzi
- Wankelmotor
- Weckglas
- Wettex
- Zeppelin

## Physik
- Alfvén-Geschwindigkeit
- Bohrsches Atommodell
- Boltzmannkonstante
- Bose-Einstein-Kondensat
- Bragg-Winkel
- Brillouinzone
- Corioliskraft
- Coulomb-Kraft
- Curie-Konstante
- Debye-Länge
- Debye-Temperatur
- Dirac-Gleichung
- Dopplereffekt
- Dopplertemperatur
- Einstein-Relation
- Faradayscher Käfig
- Fermi-Energie
- Feynman-Diagramm
- Geigerzähler
- Gibbs-Thomson-Effekt
- Hall-Effekt
- Hamilton-Funktion
- Hawking-Strahlung
- Jeans-Kriterium
- Johnson-Rauschen
- Keplersche Gesetze
- Lagrange-Punkte
- Leidenfrost-Effekt
- Lorentzkraft
- Maxwell-Boltzmann-Verteilung
- Maxwell-Gleichungen
- Michelson-Interferometer
- Mößbauer-Effekt
- Nernst-Gleichung
- Newtonsches Fluid
- Planck-Konstante
- Rutherford-Streuung
- Schwarzschild-Radius

## Mathematik
Da allein nach Leonhard Euler und Carl Friedrich Gauß jeweils über 20 Eponyme gebildet wurden, würden diese Beispiele den Rahmen sprengen.

## Chemische Elemente
Fast die meisten Namen der 118 chemischen Elemente sind Deonyme, siehe Etymologische Liste der chemischen Elemente → Thematische Liste.

## Physikalische Einheiten
- Ampere
- Becquerel
- Grad Celsius
- Coulomb
- Curie
- Gauß
- Gray
- Grad Fahrenheit
- Henry
- Hertz
- Farad
- Kelvin
- Newton
- Ohm
- Siemens
- Sievert
- Tesla
- Volt
- Watt

## Geografie
- Amerika
- Bermuda
- Bolivien
- Cookinseln
- Davidsonstrom
- Europa
- Georgia
- Humboldtstrom
- Ingolstadt
- Israel
- Karlsruhe
- Kolumbien
- Königin-Maud-Land
- Larsen-Schelfeis
- Leningrad
- Leverkusen
- Liechtenstein
- Louisiana
- Mauritius
- Mount McKinley
- Philippinen
- Queensland
- Rhodesien
- Rossmeer
- Saarlouis
- Saudi-Arabien
- Seychellen
- Sankt Petersburg
- Stalingrad
- Victoria
- Washington
- Wellington
- Wolgograd

## Biologie, Medizin
- Apgar-Score
- Alzheimer
- Asperger-Syndrom
- G-Punkt
- Korsakow-Syndrom
- Basedowsche Erkrankung
- Parkinson-Krankheit
- Siamesische Zwillinge

## Archäologie, Paläontologie, Kunstgeschichte
Gängige Praxis ist die Eponymsetzung von Fundorten in Archäologie und Paläontologie: Ganze Kulturen, Kulturschichten oder Perioden werden nach einem kennzeichnenden Fundort benannt; meist der Erste, manchmal der, an dem man den Zusammenhang erkannt hat oder den man für den/einen Hauptsiedlungsort der Kultur hält, oder der anderweitig herausragend ist, etwa als prominenter Leitfund.
Beispiele sind:
- Kulturen: Rössener Kultur, Vinča-Kultur, Badener Kultur, Mondseekultur, Xihoudu-Kultur
- Ären: Hallstattzeit
- und, in Überschneidung mit den Usancen der Biologie: Homo neanderthalensis (Mensch aus dem Neandertal), Homo heidelbergensis (Heidelberger Mensch), Paranthropus aethiopicus (Nebenmensch aus Äthiopien), Australopithecus africanus (südlicher Affe aus Afrika)

Daneben sind allgemein auch einzelne Funde eponym benannt, wie Venus von Willendorf, Schatz von Boscoreale, Himmelsscheibe von Nebra. Hier finden sich aber auch rein mutmaßliche Zuschreibungen zu Personen, wie Schatz des Priamos, oder nur Beschreibungen nach dem Aufbewahrungsort, wie die Kirchenschätze, die etwa Essener Domschatz heißen.
Aber auch einzelne Personen selbst werden eponym genannt: Ötzi (Mann von Tisenjoch), Mungo Lady, Kind von Taung, Spirit-Cave-Mann. Ein verwandter Aspekt sind die Notnamen, bei denen ein unbekannter Autor nach seinem Schaffensort oder einem Hauptwerk benannt wird, wie Meister von Großgmain, oder Meister des Marienlebens
Liste von Museen nach Gründerperson. Eine Reihe von Museen trägt einen solchen Namen zum Gedenken an ein ideelles oder materielles Vermächtnis, das für die Museumsgründung in besonderer Weise konstitutiv war. Mitunter wurde ein solcher Name im Nachhinein beigelegt.
- Louis Agassiz Museum of Comparative Zoology, Cambridge, USA, Louis Agassiz (1807–1873), Museumsmitarbeiter
- Ashmolean Museum, Oxford, Elias Ashmole (1617–1692), Sammler
- Museum Barbier-Mueller, Genf, Josef Mueller; Jean Paul Barbier Mueller, Sammler
- Museum Boijmans Van Beuningen, Rotterdam, Frans Jacob Otto Boijmans (1767–1847), Sammler
- Museum Biedermann, ab 2015 Museum Art.Plus, Donaueschingen, Margit Biedermann Foundation, Stiftung
- Bernice P. Bishop Museum, Hawaii, Charles Reed Bishop (1822–1915), Mäzen
- Museum Brandhorst, München, Udo und Anette Brandhorst, Sammler
- Bröhan-Museum, Berlin, Karl H. Bröhan (1921–2000), Sammler
- Burke Museum, Seattle, Thomas Burke (1849–1925), Mäzen
- Sammlung Essl, Klosterneuburg, Karlheinz Essl senior (* 1939), Sammler
- Focke-Museum, Bremen, Johann Focke (1848–1922), Sammler
- J. Paul Getty Museum, Los Angeles, Jean Paul Getty (1892–1976), Mäzen
- Grassimuseum, Leipzig, Franz Dominic Grassi (1801–1880), Stifter
- Solomon R. Guggenheim Foundation, USA, Solomon R. Guggenheim, (1861–1949) Mäzen
- Wilhelm-Hack-Museum, Ludwigshafen, Wilhelm Hack (1900–1985), Sammler
- Museum August Kestner, Hannover, August Kestner (1777–1853), Sammler
- Leopold Museum Wien, Rudolf Leopold (1925–2010), Sammler
- Linden-Museum, Stuttgart, Karl von Linden (1838–1910), Museumsmitarbeiter
- Lindenau-Museum, Altenburg (Thüringen), Bernhard August von Lindenau (1779–1854), Sammler
- Museum Ludwig, Köln, Peter und Irene Ludwig, Sammler
- Museum Koenig, Bonn, Alexander Koenig (1858–1940), Museumsmitarbeiter
- Osthaus Museum Hagen, Karl Ernst Osthaus (1874–1921), Mäzen
- Museo Poldi Pezzoli, Mailand, Giacomo Poldi Pezzoli (1822–1879), Sammler
- Pritzker Military Museum & Library, Chicago, Illinois, Jennifer N. Pritzker (* 1950), Mäzenin
- Rautenstrauch-Joest-Museum, Köln, Wilhelm Joest (1852–1897), Sammler,  Adele Rautenstrauch (1850–1903), Mäzenin
- Museum Oskar Reinhart, Winterthur, Oskar Reinhart (1885–1965), Mäzen
- Reiss-Engelhorn-Museen, Mannheim, Carl Reiß (1843–1914); Curt Glover Engelhorn (* 1926), Mäzene
- Roemer- und Pelizaeus-Museum Hildesheim, Hermann Roemer und Wilhelm Pelizaeus, Sammler
- Grafik Museum Stiftung Schreiner, Bad Steben, Wolfgang Schreiner, Sammler
- Kleist-Archiv Sembdner, Heilbronn, Helmut Sembdner (1914–1997), Sammler
- Senckenberg Naturmuseum, Frankfurt am Main, Johann Christian Senckenberg (1707–1772), Stifter
- Smithsonian Institution, USA, James Smithson, (1765–1829), Stifter
- Sprengel Museum Hannover, Bernhard Sprengel (1899–1985), Mäzen
- Städel Museum, Frankfurt am Main, Johann Friedrich Städel (1728–1816), Mäzen
- Tubman Centre of African Culture, Liberia, William S. Tubman (1895–1971), Politiker
- Victoria and Albert Museum, London, Prinz Albert und Queen Victorias, Stifter
- Von der Heydt-Museum, Wuppertal, von der Heydt (Familie), Mäzene
- Martin von Wagner Museum, Würzburg, Johann Martin von Wagners (1777–1858), Sammler
- Wallraf-Richartz-Museum & Fondation Corboud, Köln, Ferdinand Franz Wallraf, (1748–1824), Sammler
- Whitney Museum of American Art, New York, Gertrude Vanderbilt Whitney (1875–1942), Mäzen

## Sport
- Axel (Eiskunstlauf)
- Badminton
- Davis Cup
- Biellmann-Pirouette
- Fosbury-Flop
- Gienger-Salto
- Kempa-Trick
- Lutz (Eiskunstlauf)
- Rittberger
- Salchow (Sprung)
- Tsukahara
- Hack-a-Shaq
- Roland Garros

## Kulinarisches
- Kelomat
- Soletti (Synonym für Salzstangen)

## Politik
- Adenauer-Ära
- Beneš-Dekrete
- Amt Blank
- Breschnew-Doktrin
- Bush-Doktrin
- Gauck-Behörde
- Code Napoléon
- Elisabethanisches Zeitalter
- Hallstein-Doktrin
- Hartz IV
- Hoover-Stimson-Doktrin
- Marshallplan
- Monroe-Doktrin
- Morgenthau-Plan
- Organisation Todt
- Stalinnote
- Truman-Doktrin
- Ulbricht-Doktrin

## Bauwerke
- Aalto-Theater
- Bismarckturm
- Carnegie Hall
- Eiffelturm
- Einsteinturm
- Garnier-Oper
- Gehry-Tower
- Martin-Gropius-Bau
- Semperoper

## Religion
- Andreaskreuz
- Antoniter
- Augustiner
- Barbarazweig
- Bartholomäusnacht
- Bartholomiten
- Basilianer
- Benediktiner
- Birgitten
- Borromäerinnen
- Brigitten
- Calvinismus
- Canossianer
- Christen
- Claretiner
- Clemensschwestern
- Cölestiner
- Dehonianer
- Dobrinritter
- Dominikaner
- Franziskaner
- fringsen
- Gregorianischer Choral nach Papst Gregor dem Großen
- Hieronymiten
- Jesuiten
- Jesuslatschen
- Johannisfeuer
- Josephiner
- Josephiten
- Judaslohn
- Juden
- Kalasantiner
- Kalvaristen
- Kalvarienberg
- Karmeliten
- Kartäuser
- Klarissen
- Klausentreiben
- Luciafest
- Lukasgilde
- Lutheraner
- Lutherrose
- Marianer
- Marianisten
- Mariannhiller Missionare
- Martinianer
- Martinszug
- Mechitaristen
- Michaelsbruderschaft
- Montfortaner
- Olgaschwestern
- Pallottiner
- Paulaner (Orden)
- Pauliner
- Paulisten
- Paulusbrüder
- Pavonianer
- Peterspfennig
- Prämonstratenser
- Petrusfisch
- Picpus-Missionare
- Piusbrüder
- Rosminianer
- Salesianer
- Salettiner
- Scalabrini-Patres
- Simonie
- Sinterklaas
- Somasker
- Steyler Missionare
- Studitenorden
- Sulpizianer
- Ursulaschiffchen
- Theatiner
- Trappisten
- Vallombrosaner
- Viatoristen
- Vinzentiner
- Wilhelmiten
- Xaverian Brothers
- Zisterzienser

## Sonstige
- Agatha-Christie-Indult
- Akademie
- Beckmesserei
- Boykott
- Braille
- Browning-System
- Cardigan
- Diesel
- edding
- Knigge
- Kornspitz
- Krugerrand
- Labello
- Lyzeum
- lynchen
- Mansarde
- Masochismus
- Mäzen
- Philippika
- Sadismus
- Sandwich
- schönfinkeln
- Schrebergarten
- Thomismus
- Silhouette
- Stiefografie
- Sütterlinschrift
- Tempo
- verballhornen